# Parachordodes gemmatus
Parachordodes gemmatus är en tagelmaskart som först beskrevs av J.P. Villot 1885.  Parachordodes gemmatus ingår i släktet Parachordodes och familjen Chordodidae. Inga underarter finns listade i Catalogue of Life.